# 愛内里菜
愛内 里菜（あいうち りな、1980年7月31日 - ）は、日本の女性歌手、元実業家、元モデル。2018年〜2021年までの名義はR （あーる）。旧称は垣内 りか（かきうち りか）で、それ以前に用いていた旧称と本名は垣内 里佳子（かきうち りかこ）。ドッグブランド「Bon Bon Copine（ボンボンコピーヌ）」プロデューサー。血液型はA型。

## 概要
GIZA studioが開催した1999年の『SUPER STARLIGHT CONTEST』で所属が決定した。デビュー当初はビーイング代表のKANONJIがプロデューサーを務めたが、途中からセルフプロデュースを中心に活動するようになる。
デビュー当初はトランス系やクラブ・ダンス系の曲が多くカップリングにもリミックス曲取り入れていたが、次第にロックやのバラード作品が中心となった。作曲は大野愛果、川島だりあ、石井健太郎などが中心であり、甲高く透き通った声、高音で良く通る声と言われている一方で、低音域の表現力もある。
バックコーラスはほとんどの曲において、宇徳敬子をはじめとするビーイング系アーティストが務めているが、愛内が自らバックコーラスを務めることもある。また、ライブではバックバンド"LOVE♠MOTION"を随える。
ほとんどの曲の作詞を自身で行い、衣装選択やライブの舞台設定、サウンドの方向性などあらゆる面で愛内主体による作品づくりがなされ、その作品作りには一貫した姿勢を見ることができる。シングルのカップリング曲の多くが花言葉や色に基づいて描かれていたり、アルバムは互いに呼応しあうタイトル曲とエンド曲が中心となって描かれるといったものであり、セルフプロデュース色を濃く反映している。
2015年頃から自身が立ち上げたバンドメンバー、「垣内倶楽部」がライブ等で活躍している。

## 来歴

### 1999年以前
ギャル系ファッション雑誌「Cawaii!」の読者モデルを務めたことがある。
1998年7月16日、垣内里佳子としてエイベックス・エンタテインメント内のレーベル「cutting edge」からリリースされていたコンピレーションアルバム・『EUROBEAT FLASH Vol.19』に参加し、NATHALIEの「DESPERADO」を日本語でカバーしている。
1999年、ギザミュージックとアーティスト契約。

### 2000年 - 2004年
2000年3月23日、GIZA studioよりシングル「Close To Your Heart」でデビュー。当時大学生（19歳）。テレビアニメ『モンスターファーム』のオープニングテーマとして起用され、クラブを中心に話題となる。10月25日、4thシングル「恋はスリル、ショック、サスペンス」をリリース。読売テレビ・日本テレビ系アニメ『名探偵コナン』のオープニングテーマとなったこの曲は、曲にあわせてアニメの主人公・江戸川コナンがパラパラを踊っていたことで大きな話題を呼ぶ。その効果もあってオリコン週チャート初登場5位を記録、自身初のオリコンチャートトップ10入りとなりブレイク。歌手・愛内里菜の名を一躍全国区のものにするきっかけとなった。以後のシングルは、16枚がトップ10入りを果たしている。
2001年1月24日、1stアルバム『Be Happy』リリース。約30万枚を売り上げ、オリコン週アルバムチャート初登場3位を記録。10月3日、7thシングル「NAVY BLUE」リリース。それまでダンスビートのイメージが強かった彼女がシングルA面で初めてバラードを歌ったということで注目され、オリコンチャート初登場2位。それまでの自身のシングル中最高の売り上げを記録。同曲では、作曲を手がけた川島だりあのコンプリートアルバムにはデモトラックバージョンが収録されている。
2002年4月10日、9thシングル「I can't stop my love for you♥」リリース。再び『名探偵コナン』オープニングテーマとしてタイアップし、オリコン初登場2位を記録。5月15日、2ndアルバム『POWER OF WORDS』リリース。オリコンチャート初登場1位を記録。総売上も自身最高売上を記録。翌16日からは全国ツアー『RINA AIUCHI LIVE TOUR 2002 "POWER OF WORDS"』をスタート、全国6箇所で8公演を行う。
2003年の日本テレビ系野球中継のテーマソングに、2003年5月14日リリースの13thシングル「FULL JUMP」が起用され、リリース同日の読売ジャイアンツ対横浜ベイスターズ戦の中継にゲストとして出演（観客席で応援）した。巨人の応援をこめてタイアップした「FULL JUMP」だが、この年にセ・リーグ優勝を果たしたのは愛内の地元の阪神タイガースだったため、大阪出身で大阪在住でありながら巨人ファンと公言した愛内にとっては何とも皮肉な結果となってしまった（なお、この日勝ったのは横浜）。7月31日、自身の誕生日の特別ライブとして『里菜♥祭り 2003』を大阪フェスティバルホールで開催。ゲストは三枝夕夏、上原あずみ、滴草由実、宇徳敬子の4人である。以後、誕生日ライブ『里菜♥祭り』は歌手活動を引退する2010年まで毎年恒例となる。10月15日、15thシングル「空気」、写真集『made in RINA 2003』と同時に3rdアルバム『A.I.R』リリース。『A.I.R』は前作『POWER OF WORDS』に引き続きオリコンチャート初登場1位をマーク。11月8日、全国ツアー『RINA AIUCHI LIVE TOUR 2003 "A.I.R"』をスタート、全国4箇所で4公演を行う。中野サンプラザでの東京公演中に一時的に原因不明の失声症に陥ったことを後に明かした。12月17日、初のベストアルバム『Single Collection』をリリース。12月31日、第54回NHK紅白歌合戦初出場。曲は「FULL JUMP」。大掛かりな衣装セットで印象的な登場シーンを演出した。
2004年4月28日、16thシングル「Dream×Dream」リリース。映画『名探偵コナン 銀翼の奇術師』のテーマにタイアップ。また同時に自身初の映画タイアップである。7月31日に大阪、8月3日は横浜、と2箇所に会場を拡大して『里菜♥祭り 2004』を開催。ゲストは三枝夕夏、北原愛子、滴草由実、岸本早未。上原あずみと宇徳敬子は参加しなかったが、北原愛子と岸本早未が新たに参加している。12月15日、4thアルバム『PLAYGIRL』リリース。オリコン初登場7位。

### 2005年 - 2009年
2005年7月10日、『Animelo Summer Live 2005 -THE BRIDGE-』に出演。代々木第一体育館でアニメ主題歌を熱唱。7月13日、つんく♂とデュエットした「愛エピローグ」が収録された、つんく♂ソロアルバム「タイプ2」がリリース。7月31日、大阪城野外音楽堂にて『里菜♥祭り 2005』を開催。ゲストは三枝夕夏 IN db、OOM、上木彩矢、the★tambourinesの4組。11月2日、20thシングル「ORANGE★NIGHT」をリリース。
2006年3月29日、21stシングル「GLORIOUS/PRECIOUS PLACE」をリリース。5月3日、22ndシングル「MIRACLE」をリリース。5月31日、5thアルバム『DELIGHT』をリリース。原点回帰を意識したダンスミュージックを多く取り入れている。オリコン初登場4位。6月8日〜7月14日、2年半振りとなる全国ツアー『RINA AIUCHI LIVE TOUR 2006 "DELIGHT"』を全国6ヶ所6公演開催。6月14日、愛内里菜&三枝夕夏（コーラス：スパークリング☆ポイント）のコラボレートシングル「100もの扉」リリース。7月8日、日本武道館で行われた『Animelo Summer Live 2006 -OUTRIDE-』に出演。7月30日、2年連続、大阪城野外音楽堂にて『里菜♥祭り 2006』を開催。8月5日、TUBE、織田哲郎など豪華アーティストで構成された“渚のオールスターズ”に参加し、 横浜みなとみらいで行われた『情熱大陸 SPECIAL LIVE SUMMER TIME BONANZA '06』に出演。8月23日、渚のオールスターズとして、シングル『太陽のテイクオフ／君はボクの青空』をリリース。10月27日から12月8日、初舞台となる、オフブロードウェイ・ミュージカル『tick,tick...BOOM!』に出演。全国11か所29公演を敢行。
2007年1月1日、23rdシングル「薔薇が咲く 薔薇が散る」をリリース。2月17, 18日、ラフォーレミュージアム六本木にて「RINA AIUCHI VALENTINE LIVE 2007」を2DAYS開催。4月11日、愛内里菜&三枝夕夏のコラボレートシングル「七つの海を渡る風のように」をリリース。5月23日、ライブDVD「RINA AIUCHI VALENTINE LIVE 2007」をリリース。7月29日、3年連続、大阪城野外音楽堂にて『里菜♥祭り 2007』を開催。里菜♥祭りは通算5回目。8月15日、前作「薔薇が咲く 薔薇が散る」以来約8か月ぶりの24thシングル「Mint」をリリース。12月19日、25thシングル「眠れぬ夜に／PARTY TIME PARTY UP」をリリース。この作品は「GLORIOUS／PRECIOUS PLACE」以来、約1年半ぶりのオリコンTOP10入りとなった。
2008年5月7日、26thシングル「I believe you 〜愛の花〜」をリリース。作曲は前作「眠れぬ夜に」を書いた後藤康二が担当。5月15, 18, 19日、福岡、熊本、鹿児島で『RINA AIUCHI "R-Live vol.5"』を開催。5月21日、6thアルバム『TRIP』をリリース。6月15, 16, 17, 19日、郡山、仙台、青森、札幌で『RINA AIUCHI "R-Live vol.6"』を開催。7月26日、Zepp OSAKAにて『里菜♥祭り 2008』を開催。8月30日、大阪城ホールにて読売テレビ開局50年記念『名探偵コナン 夏祭り 〜夢の初ライブ〜』に出演。10月15日、27thシングル「君との出逢い 〜good bye my days〜」とDVD『PREMIER SHOT4 VISUAL COLLECTION』を同時リリース。12月17日、28thシングル「Friend／素顔のまま」をリリース。12月24日、「愛内里菜スペシャルクリスマスBad Fathers and Daughters〜Good Music and Memories〜」と題して、クリスマスディナーショーが開催された。他の出演者は近藤房之助、増崎孝司。
2009年2月11日、29thシングル「アイノコトバ」をリリース。3月25日、7thアルバム『THANX』をリリース。前作から約10ヶ月という早いペースでのリリースであった。7月22日、記念すべき30枚目のシングル「STORY/SUMMER LIGHT」をリリース。「Friend／素顔のまま」以来のオリコンTOP10入りとなる9位を記録。7月25日、Zepp Osakaにて「RINAMATSURI 2009 -Thanx Very Much-」を開催。10月21日、31st シングル「MAGIC」をリリース。愛内里菜ソロ名義では、5年振りとなる『名探偵コナン』タイアップであった。12月16日、10周年記念ベストアルバム『ALL SINGLES BEST 〜THANX 10th ANNIVERSARY〜』リリース。

### 2010年 歌手活動引退
2010年2月7日, 11日、『RINA AIUCHI THANX 10th ANNIVERSARY LIVE -MAGIC OF THE LOVE-』を渋谷C.C.Lemonホールと尼崎アルカイックホールにて開催。7月28日、32nd シングル「HANABI」、10周年記念ライブのC.C.Lemonホールでの公演を収録したライブDVD『RINA AIUCHI THANX 10th ANNIVERSARY LIVE -MAGIC OF THE LOVE-』を同時発売。ところが、誕生日ライブを翌日に控えた7月30日、大阪・なんばHatchで開催されたファンクラブ限定ライブで年内での歌手活動引退を発表。翌日の7月31日に大阪・なんばHatchで開催された誕生日ライブ「里菜祭り2010 FINAL」で、引退の理由を自身の甲状腺の病気であるためと公表。9月15日、ラストアルバム『LAST SCENE』をリリース。封入広告で、『RINA AIUCHI PREMIER BOX 2000-2010』を冬に発売することを告知。9月26日、兵庫・尼崎アルカイックホールでのライブを最後に音楽活動を終了。12月31日、歌手活動を引退。

### 2011年 - 2014年 歌手活動引退後
歌手活動を引退後、飼っていた愛犬が病気となったのを機に専門学校へ入学し、ドッグリフレクソロジスト・愛護動物取扱管理士・ドッグヨガトレーナーの資格を取得する など、犬について詳しく学ぶとともに、ドッグフードやペットグッズの企画も始めた。
2012年9月14日、歌手を引退してから自身のブログでドッグブランド『Bon Bon Copine（ボンボン コピーヌ）』を立ち上げたことを発表。10月1日、ウェブショップをオープンさせた。オープン後は精力的な活動をしており、ドッグイベントなどでトークショーを行ったり、自身がプロデュースした商品を持参して通販番組などにも出演。また実業家としてTV番組にも出演するなど歌手引退後もメディアに登場する機会は多い。
2013年11月23日、テレビ朝日系「お願い!ランキングGOLD」に出演。これが引退後、テレビ初出演となる。

### 2015年 歌手活動復帰
2015年9月2日、垣内りか（元愛内里菜）名義にてテレビ東京系「THEカラオケ★バトル」に出演。引退後初めてテレビ番組にて歌声を披露した。
2015年11月28日、東京都内でトークライブイベント「R-box vol.1&vol.2」を開催、垣内りか名義での歌手活動再開を宣言した。甲状腺の病状については「だいぶ落ち着いてきました」と報告している。

### 2016年
- 12月29日、大阪にてトーク&ライブ「R-BOX Vol.5」を昼公演、夜公演と開催。
- 12月31日、カウントダウンライブ「Electronic Digital Kingdom ～DA's Party Special～ Let's Count Down 16-17」（品川インターシティホール）に出演。

### 2017年
- 12月4日、フジテレビ系「ちょっとザワつくイメージ調査 もしかしてズレてる?」に出演し、未婚で2015年3月生まれの男児のシングルマザーであることを告白[12][13]。

### 2018年
- 2月17日・18日、トーク&ライブ「R-box vol.6」を開催。
- 4月14日には2010年に発売した『LAST SCENE』以来のオリジナル作品である新曲「WARM PRAYER」をR（アール）名義で配信した。
- 8月、自身のYouTubeチャンネル「愛内里菜改め「R～アール」オフィシャルチャンネル」を開設。

### 2020年
- 3月23日、約10年ぶりとなるオリジナルアルバム『Ring』を発売。
- 4月5日、自身のYouTubeチャンネル上で「20周年記念！シングルすべて歌います！」企画を開始。「恋はスリル、ショック、サスペンス」の歌唱動画は2020年12月現在、174万回以上の再生を記録している。
- 7月15日、自身がプロデューサーを務める「Bon Bon Copine（ボンボンコピーヌ）」の社長で、実妹でもある垣内求実子が、偽ブランド品を販売目的で所持したとして商標法違反の疑いで現行犯逮捕される[14]。また、Bon Bon Copineの会社事務所も家宅捜索を受け、シャネルのロゴが付いたマスクや首輪など計144点が押収された[14]。
- 7月24日、垣内求実子の代表取締役解任を発表[15]。
- 10月、自身のYouTubeチャンネルの登録者数が10万人を突破。

### 2021年
- 芸能プロデューサーによる度重なるセクハラで精神的な苦痛を受けたとして、元所属事務所「ギザアーティスト」を相手取り、慰謝料など計1千万円の損害賠償を求める訴訟を大阪地裁に起こし、3月18日に第1回口頭弁論が行われた[16]。事務所側は事実関係について否定した[17]。
- 3月23日、愛内里菜としての再始動を発表[18]。
- 5月、「ギザアーティスト」が「芸名を承諾なしに使ってはいけない」との契約条項を根拠に「愛内里菜」の芸名を使わないよう愛内に求めて提訴[19]。

### 2022年
- 10月13日、セクハラをめぐる訴訟の判決公判が行われ、大阪地裁は、2人は当時恋愛関係にあり2010年の引退後も男性側に資金援助を求めていることなどからセクハラの事実を認めず、愛内側の請求を棄却した[20]。
  - 判決では、愛内が「芸能活動引退直後、ペット事業を行うことを考え、……原告母は、Aに対し、原告のペット事業を支援するよう依頼したところ、Aはこれを承諾した。これを受けて、原告及び原告母は、Aと面会し、事業所用の不動産の取得等について相談した」[21]ことが事実認定された。
  - そして、愛内の「平成15年の紅白歌合戦への出場が決まった後にAから『紅白に出場させてやったんだから、俺の女になれ、セックスさせろ』と肉体関係を求められた」[21]との主張に対して、大阪地裁は、「その時点では既にAと男女関係にあったのであるから、上記主張は前提を欠く」[21]とした上で、「原告の本人尋問における供述ではその内容が上記の主張内容と変遷していることも相まって、その主張内容が具体的であればあるほど、その主張する具体的事実全体が前提を欠くものではないかとの疑念を抱かせるものといわざるを得ない」[21]と判示した。
  - 愛内の「Aによるセクハラないしパワハラによって極度のストレスを受けた結果、様々な身体症状が生じたことから、Aから離れるために芸能活動を引退せざるを得なかった」[21]との主張に対して、大阪地裁は、「芸能活動引退直後にペット事業の支援を求めたという事実経過は、Aによるセクハラないしパワハラが存在したという前提と整合しない」[21]と判示した。
  - また、愛内母の「Aからセクハラを受けている旨原告に打ち明けられたことから、原告に対し芸能活動の引退を提案した」[21]旨の主張に対して、大阪地裁は、「仮にそれが事実であるならば、自らの娘を芸能活動引退に追い込んだ張本人であるAに対して引退直後に原告の始める事業の援助を求めることも、Aからの……一言でAを信用したとことも、あまりに不自然であるといわざるを得ないし、Aによるセクハラ及びパワハラを原因として芸能活動を引退した直後の原告が、そのような原告母の話のみをもってAを信用するに至ったとも考え難い」[21]と判示した。
  - 以上から、大阪地裁は、「Aが、原告に対して、セクハラ及びパワハラを行ったという事実自体認められない」[21]と判示した。
- 愛内は判決を不服として控訴する意向を示した[22]。
- 12月8日、芸名使用をめぐる訴訟の判決があり、東京地裁は「契約条項は公序良俗に反し、無効」と述べ、「ギザアーティスト」側の請求を退けた[19]。「ギザアーティスト」側は控訴すると表明した[23]。

### 2023年
- 4月21日、セクハラをめぐる訴訟の控訴審で、大阪高裁は1審の地裁判決を支持し、愛内側の主張は信用できないと判断し、控訴を棄却した[24]。
- 6月23日、「ギザアーティスト」から提訴されていた「芸名使用差止請求（控訴）事件訴訟」において、同社との専属契約が終了していることを確認するとともに、今後も「愛内里菜」の芸名で引き続き芸能活動できること、および、両者の紛争が円満に解決したことを確認するという内容で、同社との間で和解が成立したことを報告した[25]。

### 2024年
- 12月10日、シングル「+INSPIRE」をメジャーリリース[26]。本作は2010年7月リリースのシングル「HANABI」以来、約14年ぶりのメジャーリリースとなる。

### 2025年
- 2月7日、2007年以来となるバレンタインショーをシュビア赤坂東京にて開催。
- 3月23日、デビュー25周年突入。
- 4月14日、テレビ東京「プレミアMelodiX!」に出演し、新曲「手紙」を披露。地上波キー局の歌番組には15年ぶりの出演となった。
- 4月29日、25周年を記念した両A面シングル「手紙 / Let me fly」をリリース[27]。

## 人物
デビュー当初よりヘアメイクやスタイリストなどを自分自身で依頼していた。これはビーイングがスタイリストやヘアメイクを付けないためである。
そのため、デビュー時に所属していたビーイング（ビル内にお金の階という部署がありそこで毎回衣装を買うためのお金を借りていた）から数百万円の借金をして衣装などを準備。売れなかったらどう借金を返済しようか19歳ながらに考えていた。
デビューするまでの1年間は事務所からアルバイトは辞めるように言われていたため、デビューしてしばらくはお金に困窮していたが、アーティストとして早い段階で成功し、2枚目のアルバムを出したあとに一気に1000万円が入り借金の返済をした。
2001年6月22日に『ミュージックステーション』に初登場した際、現役女子大生であり、食品生活学科で栄養士の資格を取ると発信している。
2010年の引退後にドッグリフレクソラジストの資格を取得。2012年にドッグブランド「Bon Bon Copine（ボンボンコピーヌ）」を起業。犬用のグッズ・アクセサリー・餌などを開発。自身は、商品開発・宣伝活動などプロデュース業を担当。母親が運営統括責任者。妹は個人情報管理担当として家族がサポートしている。

### 家族
- 母[31][32]、妹が一人おり[33]、デビュー後の初給料の時に洋服をプレゼントした。『Bon Bon Copine』の通販サイトの運営統括責任者を務めていた[34]。
- 愛犬(プードル)を2匹飼っていて、名前は「パイン」と「リボン」[35]。歌手引退後に開いたドッグブランド「Bon Bon Copine」というブランド名に愛犬の名前(「pine」・「ribbon」)が隠れている[36]。
- 2019年に1人の息子（2015年3月に出産）を持つシングルマザーであることをテレビ番組にて公表。

### 交友関係
- 観月ありさ[37]、三浦翔平[38]、藤井リナ[38]、芹那、デビュー前から家族ぐるみの付き合いであるNMB48の植村梓[39] らとの交友がある。
- 同じくペット用品事業を営むタレントの大原かおりは互いのブログに何度も登場するほど、公私にわたって親交がある[40]。

## R（アール）
2018年アーティスト名を「R」（アール）と改め、ライブハウスでの活動を再始動。

### 配信曲
- WARM PRAYER（2018.4.14）
- NO FADE OUT（2018.11.8）
- RISE（2019.4.26）
- Mellow（2019.7.31）

### アルバム
- Ring（2020.3.23）

### R-box
vol.7まではレストランを会場としたワンプレートディッシュ付きのトーク＆ライブイベント、vol.8はライブイベント。
1. 2015年11月6 - 8日、箕面KAJIKASOU（大阪）[42]
2. 2015年11月28 - 29日、XEX日本橋（東京）[42]
3. 2016年2月20日、箕面KAJIKASOU（大阪）バレンタインイベント[43]
4. 2016年7月31日、8月27日、9月25日、箕面KAJIKASOU（大阪）SUMMERイベント[44]
5. 2016年12月29日、箕面KAJIKASOU（大阪）[45]
6. 2018年2月17 - 18日、箕面KAJIKASOU（大阪）[46]
7. 2019年7月27 - 28日、umeda TRAD（大阪）[o]〜Restart〜[47]

## INTER-D

### メンバー
| 名前     | パート       |
| -------- | ------------ |
| DJ ME-YA | DJ、編曲     |
| Double S | ラップ、作詞 |
| RINA     | ボーカル     |

### 概要
愛内里菜がRINA名義で加入していたヒップホップユニット。ライブハウスや学園祭への出演で活動し、メディアへの露出や音源のリリースはなく、愛内里菜の公式サイトにも活動情報は掲載されていなかった。なお、INTER-D名義で発表されている楽曲は4曲で、いずれも愛内里菜名義のシングルにカップリング曲として収録されている。

### 楽曲
|   | タイトル          | 収録作品                                        |
| - | ----------------- | ----------------------------------------------- |
| 1 | Harmony -DTS MIX- | I believe you 〜愛の花〜（初回限定盤）          |
| 2 | Will you dance?   | 君との出逢い 〜good bye my days〜（初回限定盤） |
| 3 | Today is the day  | Friend/素顔のまま（通常盤A）                    |
| 4 | Fingers Crossed   | アイノコトバ                                    |

## ディスコグラフィ
これまでに9枚のスタジオ・アルバム、2枚のベスト・アルバム、1枚のコンセプト・アルバム、2枚のリミックス・アルバム、32枚のCDシングル、7枚の配信シングル、13枚の映像作品をリリースしている。また、愛内里菜&三枝夕夏名義でも2枚のCDシングルをリリースしている。
1998年に本名の垣内里佳子名義でオムニバス『EUROBEAT FLASH Vol.19』に参加後、2000年には愛内里菜名義でデビューシングル「Close To Your Heart」をリリースした。翌年にはデビューアルバム『Be Happy』をリリース。2002年に発表したセカンドアルバム『POWER OF WORDS』は40万枚以上を売り上げるヒット作となり、自身最大の売上を記録した。2010年には愛内里菜としての歌手活動引退を発表、ラストアルバム『LAST SCENE』をリリースし、歌手活動を引退。
実業家としての活動やライブ活動を経て、2018年には8年ぶりの新曲となる「WARM PRAYER」をR名義でリリースし歌手活動を本格的に再開し、2020年には約10年ぶりのオリジナル・アルバムとなる『Ring』をリリースした。

### シングル
|                                 | 発売日                       | タイトル                                         | 規格                         | 規格品番                     | オリコン                     | 売上枚数                     | 初収録アルバム                              |
| 愛内里菜 名義（GIZA studio）    | 愛内里菜 名義（GIZA studio） | 愛内里菜 名義（GIZA studio）                     | 愛内里菜 名義（GIZA studio） | 愛内里菜 名義（GIZA studio） | 愛内里菜 名義（GIZA studio） | 愛内里菜 名義（GIZA studio） | 愛内里菜 名義（GIZA studio）                |
| ------------------------------- | ---------------------------- | ------------------------------------------------ | ---------------------------- | ---------------------------- | ---------------------------- | ---------------------------- | ------------------------------------------- |
| 1st                             | 2000年3月23日                | Close To Your Heart                              | CD                           | GZCA-1026                    | 19位                         | 64,000枚                     | Be Happy                                    |
| 2nd                             | 2000年5月31日                | It's crazy for you                               | CD                           | GZCA-1033                    | 16位                         | 56,070枚                     | Be Happy                                    |
| 3rd                             | 2000年7月26日                | Ohh! Paradise Taste!!                            | CD                           | GZCA-1041                    | 23位                         | 42,550枚                     | Be Happy                                    |
| 4th                             | 2000年10月25日               | 恋はスリル、ショック、サスペンス                 | CD                           | GZCA-1049                    | 5位                          | 105,260枚                    | Be Happy                                    |
| 5th                             | 2001年4月11日                | FAITH                                            | CD                           | GZCA-1067                    | 8位                          | 63,510枚                     | POWER OF WORDS                              |
| 6th                             | 2001年6月27日                | Run up                                           | CD                           | GZCA-1087                    | 7位                          | 71,840枚                     | POWER OF WORDS                              |
| 7th                             | 2001年10月3日                | NAVY BLUE                                        | CD                           | GZCA-2014                    | 2位                          | 127,390枚                    | POWER OF WORDS                              |
| 8th                             | 2002年2月14日                | Forever You 〜永遠に君と〜                       | CD                           | GZCA-2028                    | 5位                          | 70,590枚                     | POWER OF WORDS                              |
| 9th                             | 2002年4月10日                | I can't stop my love for you♥                    | CD                           | GZCA-2033                    | 2位                          | 101,880枚                    | POWER OF WORDS                              |
| 10th                            | 2002年8月1日                 | Sincerely Yours/Can you feel the POWER OF WORDS? | CD                           | GZCA-2043                    | 4位                          | 81,910枚                     | A.I.R                                       |
| 11th                            | 2002年11月20日               | Deep Freeze                                      | CD                           | GZCA-7002                    | 5位                          | 69,348枚                     | A.I.R                                       |
| 12th                            | 2003年1月15日                | 風のない海で抱きしめて                           | CD                           | GZCA-7010                    | 3位                          | 72,908枚                     | A.I.R                                       |
| 13th                            | 2003年5月14日                | FULL JUMP                                        | CD                           | GZCA-7015                    | 3位                          | 72,065枚                     | A.I.R                                       |
| 14th                            | 2003年7月30日                | Over Shine                                       | CD                           | GZCA-7026                    | 6位                          | 46,206枚                     | A.I.R                                       |
| 15th                            | 2003年10月15日               | 空気                                             | CD                           | GZCA-7033                    | 7位                          | 27,264枚                     | A.I.R                                       |
| 16th                            | 2004年4月28日                | Dream×Dream                                      | CD                           | GZCA-7047                    | 6位                          | 60,398枚                     | PLAYGIRL                                    |
| 17th                            | 2004年5月26日                | START                                            | CD                           | GZCA-7048                    | 8位                          | 42,833枚                     | PLAYGIRL                                    |
| 18th                            | 2004年10月20日               | Boom-Boom-Boom                                   | CD                           | GZCA-4006                    | 11位                         | 22,030枚                     | PLAYGIRL                                    |
| 19th                            | 2005年5月4日                 | 赤く熱い鼓動                                     | CD                           | GZCA-4038                    | 7位                          | 21,854枚                     | DELIGHT                                     |
| 20th                            | 2005年11月2日                | ORANGE★NIGHT                                     | CD                           | GZCA-4053                    | 12位                         | 16,058枚                     | DELIGHT                                     |
| 21st                            | 2006年3月29日                | GLORIOUS/PRECIOUS PLACE                          | CD                           | GZCA-7069                    | 5位                          | 26,488枚                     | DELIGHT                                     |
| 22nd                            | 2006年5月3日                 | MIRACLE                                          | CD                           | GZCA-7072                    | 11位                         | 15,300枚                     | DELIGHT                                     |
| 23rd                            | 2007年1月1日                 | 薔薇が咲く 薔薇が散る                            | CD                           | GZCA-7082                    | 15位                         | 15,732枚                     | TRIP                                        |
| 24th                            | 2007年8月15日                | Mint                                             | CD                           | GZCA-7094                    | 19位                         | 8,995枚                      | TRIP                                        |
| 25th                            | 2007年12月19日               | 眠れぬ夜に/PARTY TIME PARTY UP                   | CD+DVD                       | GZCA-7100 （完全限定生産盤） | 8位                          | 18,413枚                     | TRIP                                        |
| 25th                            | 2007年12月19日               | 眠れぬ夜に/PARTY TIME PARTY UP                   | CD                           | GZCA-7101 （通常盤）         | 8位                          | 18,413枚                     | TRIP                                        |
| 25th                            | 2007年12月19日               | PARTY TIME PARTY UP/眠れぬ夜に                   | CD+DVD                       | GZCA-7102 （完全限定生産盤） | 8位                          | 18,413枚                     | TRIP                                        |
| 25th                            | 2007年12月19日               | PARTY TIME PARTY UP/眠れぬ夜に                   | CD                           | GZCA-7103 （通常盤）         | 8位                          | 18,413枚                     | TRIP                                        |
| 26th                            | 2008年5月7日                 | I believe you 〜愛の花〜                         | CD                           | GZCA-4103 （初回限定盤）     | 17位                         | 8,303枚                      | TRIP                                        |
| 26th                            | 2008年5月7日                 | I believe you 〜愛の花〜                         | CD                           | GZCA-7118 （通常盤）         | 17位                         | 8,303枚                      | TRIP                                        |
| 27th                            | 2008年10月15日               | 君との出逢い 〜good bye my days〜                | CD                           | GZCA-4114 （初回限定盤）     | 20位                         | 8,256枚                      | THANX                                       |
| 27th                            | 2008年10月15日               | 君との出逢い 〜good bye my days〜                | CD                           | GZCA-7125 （通常盤）         | 20位                         | 8,256枚                      | THANX                                       |
| 28th                            | 2008年12月17日               | Friend/素顔のまま                                | CD+DVD                       | GZCA-7134 （初回限定盤）     | 8位                          | 12,383枚                     | THANX                                       |
| 28th                            | 2008年12月17日               | Friend/素顔のまま                                | CD                           | GZCA-4117 （通常盤A）        | 8位                          | 12,383枚                     | THANX                                       |
| 28th                            | 2008年12月17日               | Friend/素顔のまま                                | CD                           | GZCA-4118 （通常盤B）        | 8位                          | 12,383枚                     | THANX                                       |
| 29th                            | 2009年2月11日                | アイノコトバ                                     | CD                           | GZCA-4119                    | 17位                         | 5,506枚                      | THANX                                       |
| 30th                            | 2009年7月22日                | STORY/SUMMER LIGHT                               | CD+DVD                       | GZCA-7146 （初回限定盤A）    | 8位                          | 8,413枚                      | ALL SINGLES BEST 〜THANX 10th ANNIVERSARY〜 |
| 30th                            | 2009年7月22日                | STORY/SUMMER LIGHT                               | CD                           | GZCA-4128 （通常盤）         | 8位                          | 8,413枚                      | ALL SINGLES BEST 〜THANX 10th ANNIVERSARY〜 |
| 30th                            | 2009年7月22日                | SUMMER LIGHT/STORY                               | CD+DVD                       | GZCA-7147 （初回限定盤B）    | 8位                          | 8,413枚                      | ALL SINGLES BEST 〜THANX 10th ANNIVERSARY〜 |
| 31st                            | 2009年10月21日               | MAGIC                                            | CD+DVD                       | GZCA-7152 （初回限定盤）     | 17位                         | 8,590枚                      | ALL SINGLES BEST 〜THANX 10th ANNIVERSARY〜 |
| 31st                            | 2009年10月21日               | MAGIC                                            | CD                           | GZCA-7153 （通常盤）         | 17位                         | 8,590枚                      | ALL SINGLES BEST 〜THANX 10th ANNIVERSARY〜 |
| 32nd                            | 2010年4月14日                | GOOD DAYS                                        | 音楽配信                     |                              | -                            |                              | LAST SCENE                                  |
| 33rd                            | 2010年5月26日                | Sing a Song                                      | 音楽配信                     |                              | -                            |                              | LAST SCENE                                  |
| 34th                            | 2010年6月23日                | C・LOVE・R                                       | 音楽配信                     |                              | -                            |                              | LAST SCENE                                  |
| 35th                            | 2010年7月28日                | HANABI                                           | CD+DVD                       | GZCA-7158 （初回限定盤）     | 28位                         | 6,152枚                      | LAST SCENE                                  |
| 35th                            | 2010年7月28日                | HANABI                                           | CD                           | GZCA-7159 （通常盤）         | 28位                         | 6,152枚                      | LAST SCENE                                  |
| R 名義（Running Rabbit）        |                              |                                                  |                              |                              |                              |                              |                                             |
| 36th                            | 2018年4月14日                | WARM PRAYER                                      | 音楽配信                     |                              | -                            |                              | Ring                                        |
| 36th                            | 2018年11月4日                | WARM PRAYER                                      | CD                           | -                            |                              |                              | Ring                                        |
| 37th                            | 2018年11月8日                | NO FADE OUT                                      | 音楽配信                     | -                            |                              |                              | Ring                                        |
| 37th                            | 2018年11月16日               | NO FADE OUT                                      | CD                           | -                            |                              |                              | Ring                                        |
| 38th                            | 2019年4月26日                | RISE                                             | 音楽配信                     | -                            |                              |                              | Ring                                        |
| 38th                            | 2019年5月4日                 | RISE                                             | CD                           | -                            |                              |                              | Ring                                        |
| 39th                            | 2019年7月26日                | Mellow                                           | CD                           | -                            |                              |                              | Ring                                        |
| 39th                            | 2019年7月31日                | Mellow                                           | 音楽配信                     | -                            |                              |                              | Ring                                        |
| 愛内里菜 名義（Running Rabbit） |                              |                                                  |                              |                              |                              |                              |                                             |
| 40th                            | 2021年12月13日               | ツギハギ                                         | 音楽配信                     |                              | -                            |                              |                                             |
| 41st                            | 2021年12月13日               | Holy Cake                                        | 音楽配信                     |                              | -                            |                              |                                             |
| 42nd                            | 2022年12月13日               | Very Merry Christmas                             | 音楽配信                     | -                            |                              |                              |                                             |
| 42nd                            | 2023年11月3日                | Very Merry Christmas                             | CD                           | RUNR-010                     | -                            |                              |                                             |
| 43rd                            | 2023年7月1日                 | Brilliant Queen                                  | 音楽配信                     |                              | -                            |                              |                                             |
| 43rd                            | 2023年7月15日                | Brilliant Queen                                  | CD                           | RUNR-008 (通常盤)            | -                            |                              |                                             |
| 43rd                            | 2023年7月15日                | Brilliant Queen                                  | CD                           | RUNR-009 (会場限定盤)        | -                            |                              |                                             |
| 44th                            | 2024年12月10日               | +INSPIRE                                         | CD                           | QARF-67001                   | 20位                         | 3,059枚                      |                                             |
| 45th                            | 2025年4月29日                | 手紙/Let me fly                                  | CD                           | QARF-60304 (Type A)          | 12位                         | 不明                         |                                             |
| CD+BD                           | QARF-60305/6 (Type B)        |                                                  |                              |                              |                              |                              |                                             |

#### その他のシングル
| 発売日         | タイトル              | 規格          | 初収録アルバム |
| 愛内里菜 名義  | 愛内里菜 名義         | 愛内里菜 名義 | 愛内里菜 名義  |
| -------------- | --------------------- | ------------- | -------------- |
| 2008年10月     | GROP                  | CD            | アルバム未収録 |
| 2009年12月19日 | Happy Birthday to You | 着うた        | アルバム未収録 |
| 2023年7月7日   | NATSUKOI☆Version      | CD            | アルバム未収録 |

### アルバム

#### オリジナルアルバム
|                                 | 発売日                       | タイトル                     | 規格                         | 規格品番                     | オリコン                     | 売上枚数                     |
| 愛内里菜 名義（GIZA studio）    | 愛内里菜 名義（GIZA studio） | 愛内里菜 名義（GIZA studio） | 愛内里菜 名義（GIZA studio） | 愛内里菜 名義（GIZA studio） | 愛内里菜 名義（GIZA studio） | 愛内里菜 名義（GIZA studio） |
| ------------------------------- | ---------------------------- | ---------------------------- | ---------------------------- | ---------------------------- | ---------------------------- | ---------------------------- |
| 1st                             | 2001年1月24日                | Be Happy                     | CD                           | GZCA-1057                    | 3位                          | 306,540枚                    |
| 2nd                             | 2002年5月15日                | POWER OF WORDS               | CD                           | GZCA-5015                    | 1位                          | 419,420枚                    |
| 3rd                             | 2003年10月15日               | A.I.R                        | CD                           | GZCA-5036                    | 1位                          | 182,477枚                    |
| 4th                             | 2004年12月14日               | PLAYGIRL                     | CD                           | GZCA-5060（初回盤）          | 7位                          | 107,871枚                    |
| 4th                             | 2004年12月14日               | PLAYGIRL                     | CD                           | GZCA-5061（通常盤）          | 7位                          | 107,871枚                    |
| 5th                             | 2006年5月31日                | DELIGHT                      | CD                           | GZCA-5079                    | 4位                          | 50,675枚                     |
| 6th                             | 2008年5月21日                | TRIP                         | CD+DVD                       | GZCA-5130（初回限定盤）      | 10位                         | 28,244枚                     |
| 6th                             | 2008年5月21日                | TRIP                         | CD                           | GZCA-5131（通常盤）          | 10位                         | 28,244枚                     |
| 7th                             | 2009年3月25日                | THANX                        | CD+DVD                       | GZCA-5180（初回限定盤A）     | 12位                         | 22,231枚                     |
| 7th                             | 2009年3月25日                | THANX                        | CD+DVD                       | GZCA-5181（初回限定盤B）     | 12位                         | 22,231枚                     |
| 7th                             | 2009年3月25日                | THANX                        | CD                           | GZCA-5182（通常盤）          | 12位                         | 22,231枚                     |
| 8th                             | 2010年9月15日                | LAST SCENE                   | CD+DVD                       | GZCA-5226（初回限定盤）      | 8位                          | 20,672枚                     |
| 8th                             | 2010年9月15日                | LAST SCENE                   | CD                           | GZCA-5227（通常盤）          | 8位                          | 20,672枚                     |
| R 名義（Running Rabbit）        |                              |                              |                              |                              |                              |                              |
| 9th                             | 2020年3月23日                | Ring                         | CD+写真集                    | RUNR-0005（限定盤）          | -                            |                              |
| 9th                             | 2020年3月23日                | Ring                         | CD                           | RUNR-0006（通常盤）          | -                            |                              |
| 愛内里菜 名義（Running Rabbit） |                              |                              |                              |                              |                              |                              |
| 9th                             | 2023年5月31日                | Ring+                        | 音楽配信                     |                              | -                            |                              |
| 9th                             | 2023年7月15日                | Ring+                        | CD                           |                              | -                            |                              |

#### ベストアルバム
|                        | 発売日                 | タイトル                                    | 規格                   | 規格品番                      | オリコン               | 売上枚数               |
| メジャー (GIZA studio) | メジャー (GIZA studio) | メジャー (GIZA studio)                      | メジャー (GIZA studio) | メジャー (GIZA studio)        | メジャー (GIZA studio) | メジャー (GIZA studio) |
| ---------------------- | ---------------------- | ------------------------------------------- | ---------------------- | ----------------------------- | ---------------------- | ---------------------- |
| 1st                    | 2003年12月17日         | Single Collection                           | CD                     | GZCA-5046                     | 8位                    | 157,523枚              |
| 2nd                    | 2009年12月16日         | ALL SINGLES BEST 〜THANX 10th ANNIVERSARY〜 | 3CD+DVD                | GZCA-5205～5207（初回限定盤） | 7位                    | 38,109枚               |
| 2nd                    | 2009年12月16日         | ALL SINGLES BEST 〜THANX 10th ANNIVERSARY〜 | 3CD                    | GZCA-5208～5210（通常盤）     | 7位                    | 38,109枚               |

#### コンセプトアルバム
|                        | 発売日                 | タイトル               | 規格                   | 規格品番               | オリコン               | 売上枚数               |
| メジャー (GIZA studio) | メジャー (GIZA studio) | メジャー (GIZA studio) | メジャー (GIZA studio) | メジャー (GIZA studio) | メジャー (GIZA studio) | メジャー (GIZA studio) |
| ---------------------- | ---------------------- | ---------------------- | ---------------------- | ---------------------- | ---------------------- | ---------------------- |
| 1st                    | 2010年3月24日          | COLORS                 | CD                     | GZCA-5219              | 48位                   | 4,503枚                |

#### リミックスアルバム
|                        | 発売日                 | タイトル                                       | 規格                   | 規格品番               | オリコン               | 売上枚数               |
| メジャー (GIZA studio) | メジャー (GIZA studio) | メジャー (GIZA studio)                         | メジャー (GIZA studio) | メジャー (GIZA studio) | メジャー (GIZA studio) | メジャー (GIZA studio) |
| ---------------------- | ---------------------- | ---------------------------------------------- | ---------------------- | ---------------------- | ---------------------- | ---------------------- |
| 1st                    | 2003年7月30日          | RINA AIUCHI REMIXES Cool City Production vol.5 | CD                     | GZCA-5032              | 4位                    | 72,654枚               |
| 2nd                    | 2011年9月28日          | Forever Songs 〜Brand New Remixes〜            | CD                     | GZCA-5235              | 99位                   |                        |

### ボックスセット
|                              | 発売日                       | タイトル                          | 規格                         | 規格品番                     |
| Musing限定販売 (GIZA studio) | Musing限定販売 (GIZA studio) | Musing限定販売 (GIZA studio)      | Musing限定販売 (GIZA studio) | Musing限定販売 (GIZA studio) |
| ---------------------------- | ---------------------------- | --------------------------------- | ---------------------------- | ---------------------------- |
| 1st                          | 2010年12月31日               | RINA AIUCHI PREMIER BOX 2000-2010 | 8CD+6DVD                     | GZRA-0731                    |

### 映像作品
|                        | 発売日              | タイトル                                                    | 規格                | 規格品番            | オリコン            |
| メジャー (B-VISION)    | メジャー (B-VISION) | メジャー (B-VISION)                                         | メジャー (B-VISION) | メジャー (B-VISION) | メジャー (B-VISION) |
| ---------------------- | ------------------- | ----------------------------------------------------------- | ------------------- | ------------------- | ------------------- |
| 1st                    | 2001年12月5日       | PREMIER SHOT #1                                             | DVD                 | BMBD-7004           | 6位                 |
| 2nd                    | 2002年7月17日       | RINA AIUCHI LIVE TOUR 2002 "POWER OF WORDS"                 | DVD                 | BMBD-7008           | 2位                 |
| 3rd                    | 2003年6月25日       | PREMIER SHOT#2 VISUAL COLLECTION                            | DVD                 | ONBD-7027           | 5位                 |
| 4th                    | 2003年9月25日       | 里菜祭り2003                                                | 2DVD                | ONBD-7028〜7029     | 15位                |
| 5th                    | 20043月22日         | RINA AIUCHI LIVE TOUR 2003 "A.I.R"                          | DVD                 | ONBD-7033           | 29位                |
| 6th                    | 2004年11月3日       | 里菜祭り2004                                                | 2DVD                | ONBD-7037〜7038     | 13位                |
| 7th                    | 2005年7月27日       | PREMIER SHOT#3 CLIP & LIVE COLLECTION                       | DVD                 | ONBD-7052           | 20位                |
| 8th                    | 2005年9月28日       | 里菜祭り2005                                                | 2DVD                | ONBD-7057〜7058     | 18位                |
| 9th                    | 2006年11月1日       | 里菜祭り2006                                                | 2DVD                | ONBD-7070〜7071     | 23位                |
| 10th                   | 2007年5月23日       | RINA AIUCHI VALENTINE LIVE 2007                             | 3DVD                | ONBD-7080〜7082     | 21位                |
| メジャー (GIZA studio) |                     |                                                             |                     |                     |                     |
| 11th                   | 2008年10月15日      | PREMIER SHOT#4 VISUAL COLLECTION                            | DVD                 | GZBA-8006           | 9位                 |
| 12th                   | 2010年7月28日       | RINA AIUCHI THANX 10th ANNIVERSARY LIVE -MAGIC OF THE LOVE- | 2DVD+BOOK           | GZBA-8012〜8013     | 25位                |
| 13th                   | 2010年12月31日      | RINA AIUCHI LAST LIVE 2010 -LAST SCENE-                     | 2DVD+BOOK           | GZBA-8016〜8017     | 19位                |

### ブック
|          | 発売日         | タイトル          | 出版社                 |
| 愛内里菜 | 愛内里菜       | 愛内里菜          | 愛内里菜               |
| -------- | -------------- | ----------------- | ---------------------- |
| 1st      | 2002年5月15日  | made in RINA 2002 | ジェイロックマガジン社 |
| 2nd      | 2003年10月15日 | made in RINA 2003 | ジェイロックマガジン社 |

### 参加作品
| タイトル                                                    | 規格 | 備考 | オリコン |
| ----------------------------------------------------------- | ---- | --- | -------- |
| EUROBEAT FLASH VOL.19                                       | CD   | 1998年7月16日に発売された、Cutting edgeによるユーロビートのコンピレーションアルバムシリーズ19弾。本名の垣内里佳子名義で参加。Nathalie「DESPERADO」のカバーが収録されている。 |          |
| THE BEST OF DETECTIVE CONAN 〜名探偵コナン テーマ曲集〜     | CD   | 2000年11月29日に発売された「名探偵コナン」のテーマ曲集で、4作目のシングルの表題曲「恋はスリル、ショック、サスペンス」が収録されている。 | 2位      |
| GIZA studio R&B Respect Vol.1 〜six sisters selection〜     | CD   | 2001年12月5日に発売されたオムニバスで、グロリア・ゲイナーの「I Will Survive」をカバーしている。 | 20位     |
| GIZA studio Masterpiece BLEND 2001                          | CD   | 2001年12月19日に発売されたオムニバスで、6作目のシングルの表題曲「Run up」と、7作目のシングルの表題曲「NAVY BLUE」が収録されている。 | 13位     |
| Shadows of Dreams                                           | CD   | 2002年1月17日に発売された大野愛果の1枚目のカバーアルバムで、2作目のシングルの表題曲「It's crazy for you」を元にDeron Reynoldsが英作詞した「I'm crazy for you」が収録されている。 | 15位     |
| GIZA studio R&B PARTY at the Hillsパン工場［堀江］vol.1     | DVD  | 2002年2月14日に発売されたオムニバスのライブ・ビデオ。2001年2月15日にhills パン工場からパシフィコ横浜への中継で開催された世界初のインターネットライブを収録しており、グロリア・ゲイナーの「恋のサバイバル」と、三好真美、倉木麻衣、松永安未、中村由利、松田明子とのデュエットによるビートルズの「ヘイ・ジュード」のカバー2曲で参加している。 | 圏外     |
| GIZA studio MAI-K & FRIENDS HOTROD BEACH PARTY              | CD   | 2002年7月17日に発売されたオムニバスで、ザ・ビーチ・ボーイズの楽曲「Shut Down」のカバーが収録されている。 | 15位     |
| THE BEST OF DETECTIVE CONAN 2 〜名探偵コナン テーマ曲集2〜  | CD   | 2003年12月10日に発売された「名探偵コナン」のテーマ曲集第2弾で、9作目のシングルの表題曲「I can't stop my love for you♥」が収録されている。 | 3位      |
| THE BEST OF DETECTIVE CONAN 〜The Movie Themes Collection〜 | CD   | 2006年12月13日に発売された劇場版10周年記念映画主題歌集で、16作目のシングルの表題曲「Dream×Dream」が収録されている。 | 29位     |
| メルヘヴン THEME SONG BEST                                  | CD   | 2007年月14日に発売された「メルヘヴン」のテーマ曲集で、22作目のシングルの表題曲「MIRACLE」が収録されている。 | 130位    |
| THE BEST OF DETECTIVE CONAN 3 〜名探偵コナン テーマ曲集3〜  | CD   | 2008年8月6日に発売された「名探偵コナン」のテーマ曲集第3弾で、16作目のシングルの表題曲「Dream×Dream」、17作目のシングルの表題曲「START」が収録されている。 | 5位      |
| Christmas Non-Stop Carol                                    | CD   | 2010年12月1日に発売されたオムニバスで、GIZA studio所属アーティストによるクリスマス・ソングのカバーが収録されている。愛内は「JOY TO THE WORLD」で参加。 | 71位     |
| THE BEST OF DETECTIVE CONAN 4 〜名探偵コナン テーマ曲集4〜  | CD   | 2011年12月14日に発売された「名探偵コナン」のテーマ曲集第4弾で、31作目のシングルの表題曲「MAGIC」が収録されている。 | 5位      |
| 劇場版 名探偵コナン 主題歌集 〜“20”All Songs〜              | CD   | 2017年3月22日に発売された「名探偵コナン」の劇場版20周年記念主題歌集で、16作目のシングルの表題曲「Dream×Dream」が収録されている。 | 6位      |

## タイアップ一覧
| タイトル                          | タイアップ                                                                                                  |
| --------------------------------- | --- |
| Close To Your Heart               | CBC・TBS系アニメ『モンスターファーム〜円盤石の秘密〜』オープニングテーマ                                    |
| Ohh! Paradise Taste!!             | サンヨー食品『ニューウェーブラーメン チェキラ! 』CMソング／TBS系『ワンダフル』2000年8月度テーマソング       |
| 恋はスリル、ショック、サスペンス  | よみうりテレビ・日本テレビ系アニメ『名探偵コナン』オープニングテーマ                                        |
| Dear…。From…。                    | TBS系『フィギュアスケート』テーマ                                                                           |
| FAITH                             | TBS系『ワンダフル』2001年4月度テーマソング                                                                  |
| Run up                            | TBS系『ここがヘンだよ日本人』エンディングテーマ                                                             |
| NAVY BLUE                         | TBS系『ワンダフル』2001年10月度テーマソング                                                                 |
| Forever You 〜永遠に君と〜        | フジテレビ系『感動ファクトリー・すぽると!』主題歌                                                           |
| I can't stop my love for you♥     | よみうりテレビ・日本テレビ系アニメ『名探偵コナン』オープニングテーマ                                        |
| SPARK                             | 日本テレビ系『野球ワールドカップ2002』テーマ                                                                |
| Sincerely Yours                   | フジテレビ系『ザ・レターズ〜家族の愛にありがとう』挿入歌                                                    |
| Can you feel the POWER OF WORDS?  | フジテレビ系『ザ・レターズ〜家族の愛にありがとう』挿入歌                                                    |
| Deep Freeze                       | よみうりテレビ系『プロの動脈。』エンディングテーマ／日本テレビ系『AX MUSIC-TV』AX POWER PLAY #018           |
| 風のない海で抱きしめて            | テレビ朝日系アニメ『釣りバカ日誌』エンディングテーマ                                                        |
| FULL JUMP                         | 日本テレビ系野球中継『THE BASEBALL 2003』主題歌                                                             |
| Over Shine                        | 日本テレビ系『三宅裕司のドシロウト』エンディングテーマ／日本テレビ系『AX MUSIC-TV』AX POWER PLAY #035       |
| CODE CRUSH                        | CAPCOMPlayStation 2用ゲーム『ロックマンX7』テーマソング                                                     |
| Ruby stars                        | 日本テレビ系『THE・サンデー』エンディングテーマ                                                             |
| 空気                              | 日本テレビ系『あんグラ☆NOW』『√f』『旅ダチ!』エンディングテーマ                                             |
| ∞INFINITY                         | 日本テレビ系『スポーツうるぐす』エンディングテーマ                                                          |
| Dream×Dream                       | 全国東宝系公開劇場版アニメーション映画『名探偵コナン 銀翼の奇術師』主題歌                                   |
| START                             | よみうりテレビ・日本テレビ系アニメ『名探偵コナン』オープニングテーマ                                        |
| Boom-Boom-Boom                    | 日本テレビ系『カミングダウト』エンディングテーマ／日本テレビ系『音楽戦士 MUSIC FIGHTER』オープニングテーマ  |
| PLAYGIRL                          | 日本テレビ系『モータースポーツ』テーマソング                                                                |
| STEP UP!                          | 日本テレビ系『スポーツうるぐす』オープニングテーマ                                                          |
| LOVE-FORMATION                    | 毎日放送系『甲子園ボウル』主題歌                                                                            |
| 赤く熱い鼓動                      | MBS・TBS系『ウルトラマンネクサス』エンディングテーマ                                                        |
| FANTASY RUSH                      | 日本テレビ系モータースポーツテーマソング                                                                    |
| ORANGE★NIGHT                      | テレビ東京系アニメ『格闘美神 武龍』エンディングテーマ                                                       |
| GLORIOUS                          | バンプレストPlayStation 2用ゲームソフト『Another Century's Episode 2』オープニングテーマ                    |
| PRECIOUS PLACE                    | バンプレストPlayStation 2用ゲームソフト『Another Century's Episode 2』エンディングテーマ                    |
| MIRACLE                           | テレビ東京系アニメ『メルヘヴン』エンディングテーマ                                                          |
| 100もの扉                         | よみうりテレビ・日本テレビ系アニメ『名探偵コナン』オープニングテーマ                                        |
| 薔薇が咲く 薔薇が散る             | テレビ朝日系アニメ『蒼天の拳』オープニングテーマ                                                            |
| 七つの海を渡る風のように          | 全国東宝系公開劇場版アニメーション映画『名探偵コナン 紺碧の棺』主題歌                                       |
| Mint                              | 日本テレビ系『スーパーチャンプル』8月度エンディングテーマ                                                   |
| 眠れぬ夜に                        | 『music.jp』CMソング／TBS系『神さまぁ〜ず』12・1月度エンディングテーマ                                      |
| I believe you 〜愛の花〜          | TBS系『恋するハニカミ!』5月度テーマソング                                                                   |
| HEY!                              | 日本テレビ系『スポーツうるぐす』テーマソング                                                                |
| TRIP                              | 日本テレビ『汐留☆イベント部』5月度テーマソング                                                              |
| 君との出逢い 〜good bye my days〜 | 日本テレビ系『日本史サスペンス劇場』エンディングテーマ                                                      |
| Friend                            | 日本テレビ系『音楽戦士』12月度エンディングテーマ                                                            |
| アイノコトバ                      | 日本テレビ系『THE・サンデー NEXT』エンディングテーマ／長野朝日放送『情報パラダイス』2月度エンディングテーマ |
| THANX                             | 日本テレビ系『NNN Newsリアルタイム(リアルSPORTS)』テーマソング                                              |
| STORY                             | 日本テレビ系『第29回全国高等学校クイズ選手権』応援ソング                                                    |
| SUMMER LIGHT                      | 日本テレビ『小熊のベア部屋』エンディングテーマ／日本テレビ『ポシュレデパート深夜店』オープニングテーマ      |
| MAGIC                             | よみうりテレビ・日本テレビ系アニメ『名探偵コナン』オープニングテーマ                                        |
| HANABI                            | 日本テレビ系『ハッピーMusic』7月度エンディングテーマ                                                        |
| RISE                              | むさしのFM パワープレイ                                                                                     |
| Brilliant Queen                   | 市川うららFM『プロジェクト・リーフェリア 虹の架け橋』エンディングテーマ                                     |
| NATSUKOI☆Version                  | 総合婚活サービス『エクスマリー』テーマソング                                                                |
| Have a strong stmach              | YouTubeチャンネル『侍イーティング』喰王 in ラ チッタデッラ テーマソング                                     |
| ＋INSPIRE                         | テレビ神奈川『音楽缶』12月度オープニングテーマ                                                              |
| ＋INSPIRE                         | 名古屋MID-FM761『ROCK UP!!』12月度オープニングテーマ                                                        |

## メディア出演

### テレビ番組
- ポップジャム（2001年6月30日以降複数回、NHK総合テレビ）
- A☆RINA SHOW（2001年8月18日 - 2009年3月31日、The MUSIC 272→Music Japan TV）
- BSドリームライブ2004（2004年6月27日、NHK BS2）
- 大阪発元気ダッシュ!DOYAH（2004年11月13日、NHK BS2）
- 日韓友情音楽祭2005（2005年1月1日、NHK総合テレビ）
- NHK歌謡コンサート（2005年1月25日、NHK総合テレビ）
- MUSIC JAPAN（2007年4月14日以降複数回、NHK総合テレビ）
- 大阪発疾走ステージ WEST WIND（2007年11月25日、NHK BS2）
- MU-GEN（2005年1月 - 2009年3月【不定期出演】、チバテレ）
- なるトモ!（2006年3月28日、読売テレビ制作・日本テレビ系列）
- 知っとこ!（2007年8月18日・2009年4月4日、毎日放送制作・TBS系列）
- 高校生クイズ2009 芸能人クイズ王もギブアップ!!最強頭脳高校生No.1決定戦SP（2009年8月29日、日本テレビ）
- ホンネの殿堂!!紳助にはわかるまいっ（2009年12月11日、フジテレビ）
- ミオパン（2009年12月15日、フジテレビ）
- 上沼恵美子のおしゃべりクッキング（2010年4月5日 - 4月9日、朝日放送制作・テレビ朝日系列）
- お願い!ランキングGOLD（2013年11月23日、テレビ朝日）
- 有吉ゼミ（2014年4月28日、日本テレビ）
- 爆報! THE フライデー（2014年5月9日、TBS）
- 今夜くらべてみました（2014年8月5日、日本テレビ）
- THEカラオケ★バトル（テレビ東京）
  - 2015年9月2日 - Every Little Thing「Time goes by」（98.671点）、安室奈美恵「Love Story」（97.927点）
  - 2015年10月14日 - MY LITTLE LOVER「Hello, Again 〜昔からある場所〜（JUJU ver.）」（99.300点）
  - 2016年1月1日 - 松田聖子「抱いて…」（98.324点）
  - 2016年2月24日 - Cocco「強く儚い者たち」（98.753点）
  - 2016年3月16日 - Every Little Thing「fragile」（98.215点）
- ヨソで言わんとい亭〜ココだけの話が聞ける㊙料亭〜（2016年5月5日、テレビ東京）
- ピーチケMusic（2016年2月5日、関西テレビ）
- 帰れまサンデー （2016年10月2日、テレビ朝日）
- 金曜プレミアム・キテレツ人生!なんでこうなった!?（2017年1月27日、フジテレビ）
- ちょっとザワつくイメージ調査 もしかしてズレてる?（2017年12月4日、関西テレビ制作・フジテレビ系列）
- バイキング（2018年1月17日、フジテレビ）
- ヒカリレンタTV グー・タン・ママ（2022年8月6日 - 、テレビ神奈川）
- うたごえプロジェクト めをとじ（2024年2月19日 - 3月11日、テレビ東京）
- ラヴィット!（2025年1月27日、TBS）[55][56][57]

### ラジオ番組
- 楽音(LUCK-ON)（2008年5月2日 - 2009年3月27日、FM OSAKA）
- 愛内里菜のTHANX FOR THE RADIO（2009年4月4日 - 、ABCラジオ）
- 愛内里菜のTHANX FOR Radio 80（岐阜FM）
- 愛内里菜のオールナイトニッポン（2010年9月20日、ニッポン放送）

### WEB番組
- グー・タン・ママ（2022年1月5日 - 同年11月30日、YouTube・ヒカリレンタTV→グータンママ【公式】） - 司会
- フェムジョ（2023年8月11日 - 、YouTube・フェムジョチャンネル） - メインパーソナリティ

### NHK紅白歌合戦出場歴
| 年度/放送回               | 回 | 曲目      |
| ------------------------- | -- | --------- |
| 2003年（平成15年）/第54回 | 初 | FULL JUMP |

### CM
- グロップ（関西・岡山・香川地区、2008年8月25日〜）
- スカイチーム（2012年9月〜）[要出典]